# 伊丽莎白·泰勒
伊丽莎白·罗斯蒙德·泰勒女爵士，DBE（1932年2月27日—2011年3月23日），英国和美国著名电影演员，在华人地区被享有“玉女”和“玉婆”的称号。她在电影生涯得过两座奥斯卡最佳女主角奖，先后被金球奖、英国电影学院、和美国电影学会颁发终身成就奖。她亦因慈善事业获得奥斯卡人道精神奖和受英女王颁发大英帝国勋章。
泰勒在1942年以10歲童星之姿出道，1950年代成功转型为成人女星，出演包括《巨人》和《热皮屋顶上的猫》等代表作。1963年凭《埃及艷后》成為史上第一位百万美金片酬演员。1966年在《灵欲春宵》获得了演艺生涯最好的评价，得到了第二座奥斯卡。1960年代末，泰勒的电影事业开始倒退，但仍出演不少电影和舞台剧。
1980年代開始，泰勒轉身投身公益，為對抗艾滋病走遍政界，游说政客关注这个疾病，并成立自己的艾滋病组织。泰勒生前的珠宝收藏堪比皇室，其中以伯顿的68卡拉的订婚戒最有名。泰勒亦是第一个有自己香水品牌的名人。
泰勒纵然在工作中扮演许多精彩的角色，但个人生活頗具話題性，曾两次与有妇之夫有染：1958年的艾迪·費舍和1962年的理查德·伯顿，令泰勒成为狗仔队追访对象，公众形象在保守的50和60年代两极化，但造就其极大名气。一生结婚八次，两次為理查德·伯顿，育有四名兒女。

## 生平
伊莉莎白·泰勒於1932年出生在英国伦敦，父母均來自美國堪薩斯州阿肯色市（Arkansas City）。父亲擁有苏格兰和爱尔兰血统，是成功的藝術商人並在伦敦經營画廊；母亲則擁有德国血统，是一名舞台剧演员，並且在结婚后放弃了自己的职业。她自幼學習跳舞，但1939年第二次世界大战的爆發逼使她全家移居到美国洛杉磯好萊塢。
1942年，年仅十岁的伊莉莎白·泰勒便登上银幕，演出處女作（There's One Born Every Minute）。翌年，她转投米高梅公司，在该公司拍攝電影近20年。伊莉莎白·泰勒從1940年代開始一直身踞好萊塢头号女星之列。她容貌秀美、气质高雅、演技精湛，擅于刻画不同人物的特性和經常饰演多情任性的浪漫女性。在60年的银幕生涯中，她与众多的好萊塢明星合拍了不少名經典電影，並且凭借1960年的《青楼艳妓》（Butterfield 8）和1966年的《靈慾春宵》两度获得奥斯卡最佳女主角奖，还获得過三次提名。1963年，她在投资4400万美元的史诗大片《埃及艳后》中担任女主角克里奧帕特拉七世，以100万美元的片酬成为当时身價最高的兩位女演员之一，另外一位佰萬片酬女星是奧黛麗·赫本（Audrey Hepburn）。《埃及艳后》也成了伊莉莎白·泰勒最著名的代表作之一。
伊莉莎白·泰勒自1980年代开始投身于慈善事业。1985年，她举办的慈善宴會最后发展成為美国艾滋病研究会；1991年，她成立了伊莉莎白·泰勒艾滋病基金会，致力于預防和治療艾滋病。
1999年，伊莉莎白·泰勒被美國電影學會選為百年來最偉大的女演員第7名。
伊莉莎白·泰勒步入晚年後身體狀況漸差。2005年，當73歲的她出席公開活動時，因為行動不便而需要坐輪椅。在2006年4月底，有消息傳出她已經病入膏肓，進入彌留狀態，但她的發言人對此加以否認。2010年3月，78歲的她重病在身，但放棄治療，拒絕就醫，甚至直接向親友說：她活夠了。
2011年3月23日，伊莉莎白·泰勒在洛杉磯一間醫院因為充血性心臟衰竭而告別人世，享壽79歲。她彌留時兩個兒子、女兒和養女均在身旁。伊莉莎白·泰勒的情敵、94歲的美國老牌女星莎莎·嘉寶得悉消息後，更因為悲慟過度而導致血壓急升，需要入院治療。伊莉莎白·泰勒的兒子後來發表聲明說：「失去了她雖令我們悲痛莫名，但我們會常常懷念她對世界所作出不朽的貢獻，媽媽是活出精采人生的不凡女性，我們知道有母親的世界是一個好地方。」。

### 1941–1949：早期角色与青少年成名
在加利福尼亚，泰勒的母亲常被建议让女儿试镜电影。泰勒的眼睛尤其引人注目：她拥有蓝到近乎紫罗兰色的眼眸，并因一种遗传突变而长有浓密的双层睫毛。起初，泰勒的母亲反对她进入影坛，但随着欧洲战事爆发，回国变得不可能，她开始将电影视为融入美国社会的一种方式。
泰勒的父亲在比佛利山开设画廊，很快获得好莱坞客户支持，这得益于与八卦专栏作家赫达·霍珀的关系。1941年初，泰勒通过一位画廊客户和学校朋友的父亲介绍，先后为环球影业和米高梅试镜。两家公司都向她提出合约，最终她母亲选择了环球影业。
泰勒于1941年4月签约环球，出演了电影《There's One Born Every Minute》（1942）中的一个小角色。之后一年未获新角色，合约被终止。环球选角主任当时评论她“这孩子什么也没有......眼神太老，不像个孩子”。评论家亚历山大·沃克也认为泰勒看起来与当时的儿童明星雪莉·坦普尔和裘蒂·加兰不同。泰勒曾说：“我太直接了，显然吓到了一些大人。”
1942年底，泰勒经由父亲的一位熟人——米高梅制片人塞缪尔·马克斯安排试镜电影《响尾狗回家记》（1943），因其需一位拥有英国口音的儿童演员。在试签三个月后，泰勒于1943年1月获得标准七年合同。其后，她还在《简·爱》（1943）中饰演海伦·伯恩斯、《多佛白崖》（1944）中饰演小女孩角色。
泰勒12岁时主演《国家天鹅绒》（1944），饰演梦想成为国家级赛马骑师的少女，这是她的第一个主角。她后来称这是自己“最令人兴奋的电影”。
米高梅在塑造泰勒明星形象的过程中，还为她配戴牙套、拔牙，并建议改变发色、眉形及艺名“弗吉尼亚”，但均被她和家人拒绝。
《国家天鹅绒》于1944年圣诞节上映后大获成功。《纽约时报》评论称“她整个人表现得优雅而自然”；《国家》杂志詹姆斯·艾吉写道：“她美得令人陶醉……我几乎不在乎她是否有演技。”
她后来说，这部电影的成功也象征着童年结束，米高梅开始控制她的生活。每天她都按时上学、拍摄、学习舞蹈与台词。
随后米高梅与她续签七年合约，周薪提升至750美元。她主演了《莱西的勇气》（1946），并出版宠物小松鼠的儿童书《我与小啃》（Nibbles and Me），还推出了以她为原型的涂色书和纸娃娃。
1947年，她年满15岁，米高梅安排她拍摄更成熟形象的宣传照，展示其作为普通少女参加聚会与约会。媒体将她比作艾娃·嘉德纳、拉娜·特纳等成熟女星。《生活》杂志称她是“好莱坞最优秀的少年演员”。当年她出演了《辛西娅》（1947）和《与父亲同住》（1947）。
她接着出演了《与朱迪约会》（1948）和《朱莉娅调皮记》（1948），后者票房突破400万美元。
她青少年时期的最后一部作品是1949年梅文·勒罗伊执导的《小妇人》，票房成功。同年，《时代》杂志以她为封面人物，并称她为“未来之星中的领袖，一颗无价之宝，一颗真正的蓝宝石”。

### 1950–1951：向成年角色过渡

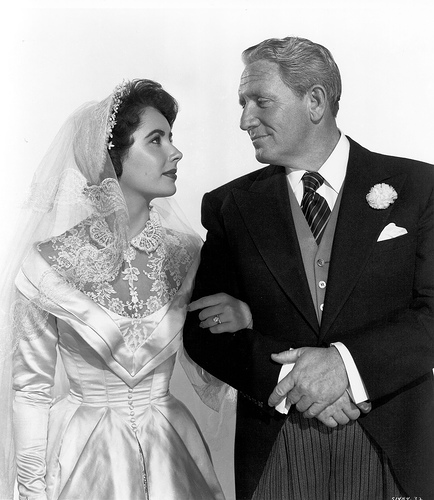
泰勒与史宾塞·屈赛在《新娘的父亲》（1950年）中演出

1950年，18岁的伊丽莎白·泰勒正式从青少年演员转型为成人角色演员。她的首个成熟角色是在惊悚片《共谋者》（1949）中饰演一位逐渐怀疑丈夫是苏联间谍的女子。泰勒拍摄时年仅16岁，但米高梅对该片不甚满意，并担心其内容会引发外交问题，直到1950年3月才上映。
同年5月，她主演的第二部影片《宿醉风波》（The Big Hangover）与范·强生合作，也在当月上映。就在电影上映之际，她与希尔顿饭店继承人康拉德·“尼基”·希尔顿举行盛大婚礼，该婚礼由米高梅操办，并作为宣传其下一部电影《新娘的父亲》的一部分。影片由文森特·明奈利执导，泰勒与史宾塞·屈赛、琼·贝内特共同出演，讲述一名少女筹备婚礼的故事。
《新娘的父亲》于1950年6月上映，票房全球收入达600万美元（折合今值约2024年78,414,938美元），取得票房成功，并于翌年推出续集《父亲的小红利》（Father's Little Dividend）。
泰勒下一部作品是乔治·史蒂文斯执导的剧情片《阳光下的决斗》（A Place in the Sun，1951），该片标志她从早期形象向更成熟、深层角色转型。泰勒表示这是她第一次被要求“真正表演”，而不仅仅是“做自己”。影片自她主演《国家天鹅绒》以来首次获得影评一致好评。该片改编自西奥多·德莱塞的小说《美国的悲剧》，她饰演一位富家女，介入一名工人（由蒙哥马利·克利夫特饰）与其怀孕女友（雪莉·温特斯饰）之间的感情。导演史蒂文斯表示他之所以选择泰勒，是因为“只有她能营造出那种幻觉——她不像是现实中女孩，而像糖果盒上的封面女郎，是每个男孩梦想娶的那种美人。”
《阳光下的决斗》在票房和口碑上均告成功，票房达300万美元。《综艺》杂志的赫伯·戈尔登评论道：“泰勒的演技相比过去大幅提升，导演史蒂文斯在背后可说缔造了一个小奇迹。”《纽约时报》的A.H. 韦勒则称她“表演细腻柔和、情感真挚，在银幕上避免了对年轻爱情常见的矫饰与煽情”。

### 1952–1955年：继续在米高梅取得成功

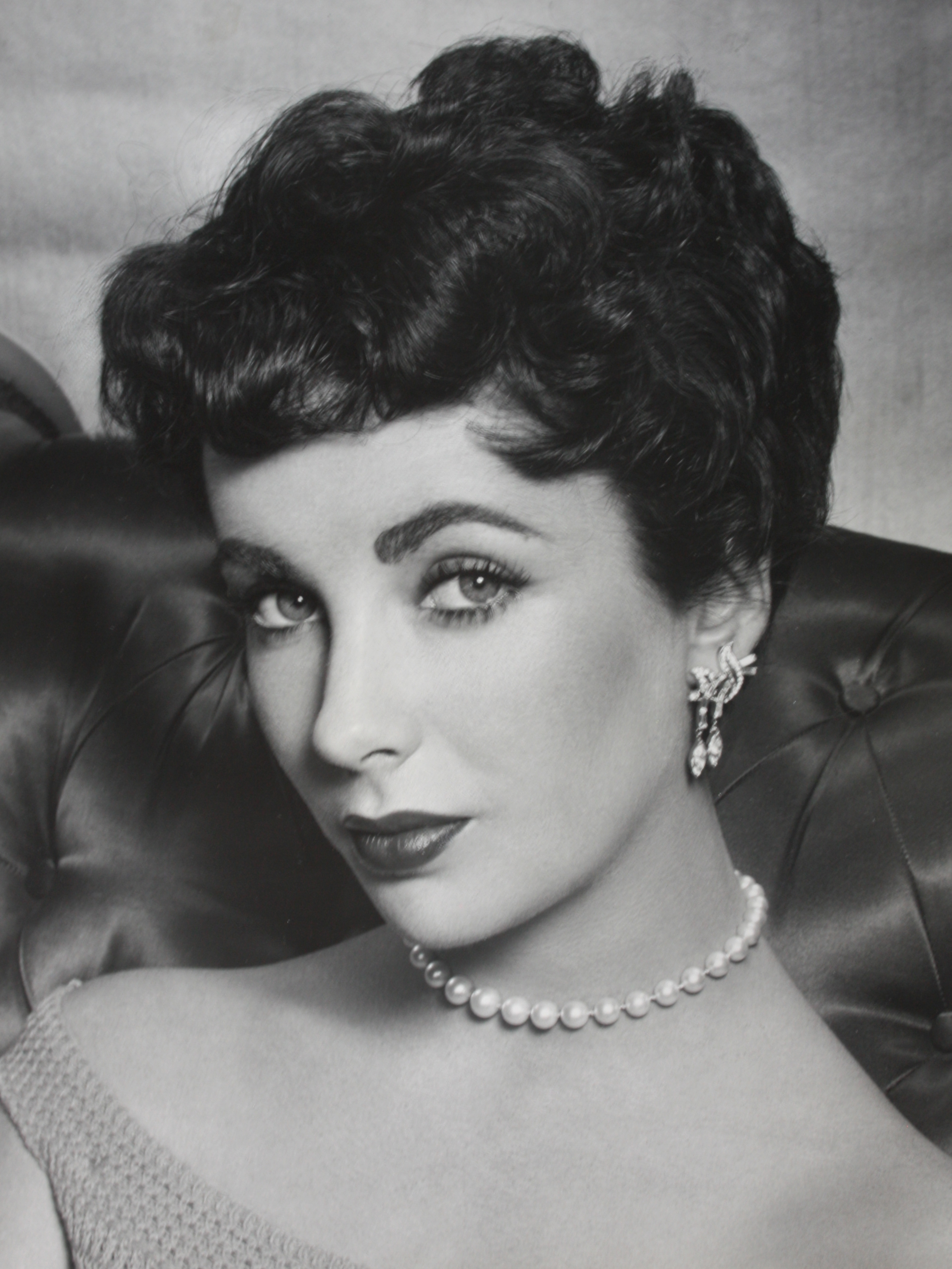
1952年肖像照

泰勒接下来主演了浪漫喜剧片《爱胜于无》（Love Is Better Than Ever，1952年）。:124–125 根据亚历山大·沃克的说法，米高梅将她安排出演这部“B级片”，是为了惩罚她在1951年1月与希尔顿离婚，仅仅八个月的婚姻引发的丑闻对公司形象不利。:124–125 拍摄完成后，泰勒被送往英国参与历史史诗片《艾凡赫》（Ivanhoe，1952年）的制作，该片是米高梅当时最昂贵的项目之一。:129–132 她对该片并不满意，认为剧情肤浅，自己饰演的丽贝卡角色戏份太少。:129–132 尽管如此，《艾凡赫》仍取得了巨大的商业成功，全球票房租金收入达1100万美元。

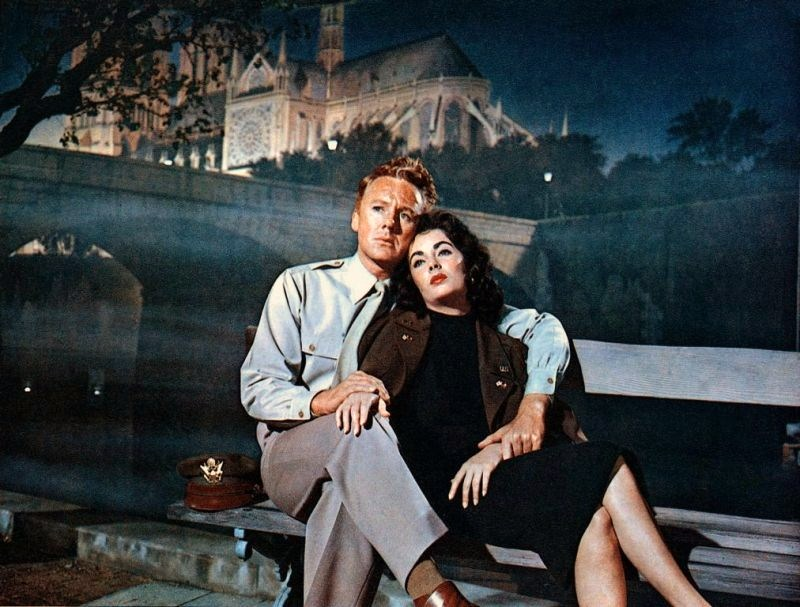
范·强森与泰勒在浪漫剧情片《我最后一次见到巴黎》（1954年）中

泰勒与米高梅旧合约下的最后一部作品是翻拍自1931年“前法典”影片《自由的灵魂》（A Free Soul）的《拥有一切的女孩》（The Girl Who Had Everything，1953年）。:145 尽管她对米高梅心存不满，泰勒仍于1952年夏天签署了一份新的七年合约。:139–143 虽然她渴望挑战更有深度的角色，但经济状况是她续约的决定性因素；她刚与英国演员迈克尔·怀尔丁结婚，并怀有第一个孩子。:139–143 新合约为她提供每周4700美元的薪资（约合55237美元，米高梅还为夫妻二人提供购房贷款，并与怀尔丁签下一份三年合约。:141–143 因经济依赖，泰勒比以往更受米高梅控制。:141–143

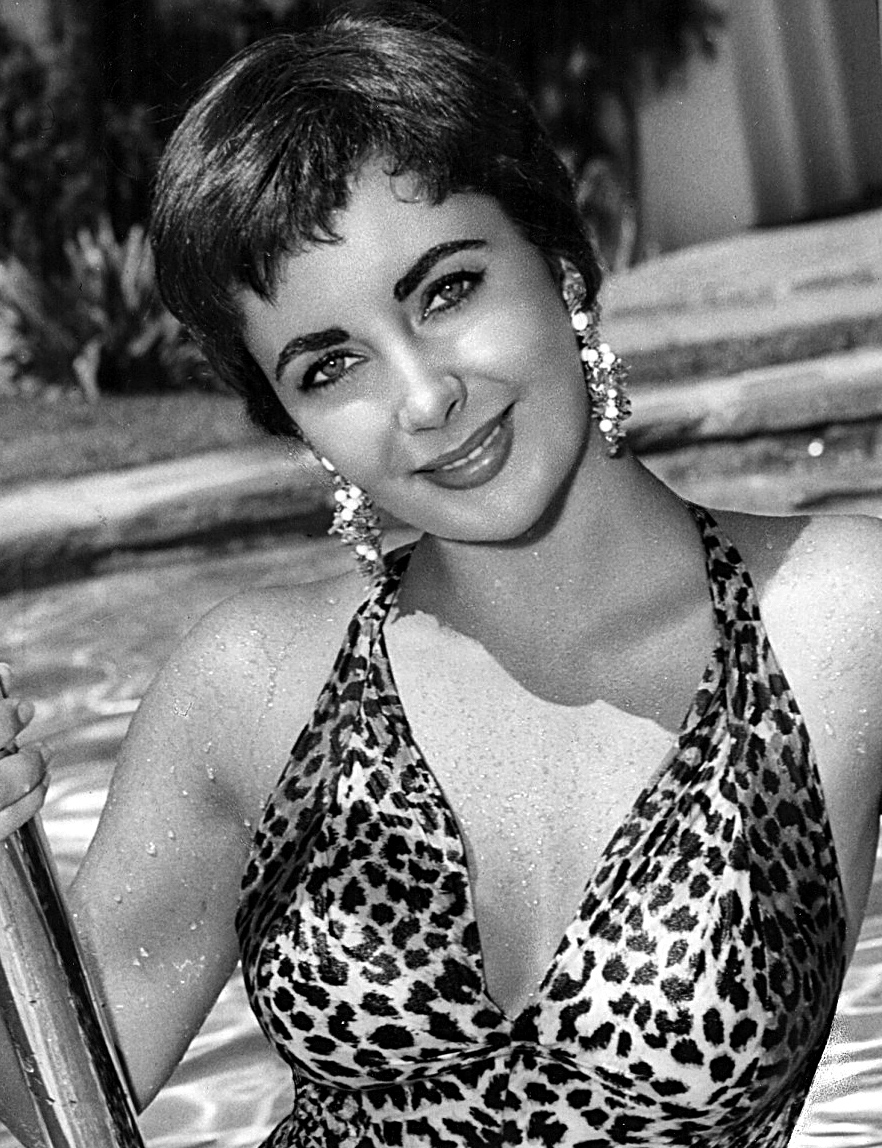
1954年宣传照

泰勒新合约下的前两部作品于1954年初相继上映，相隔仅十天。:153 第一部是浪漫影片《狂恋交响曲》（Rhapsody），她饰演陷入两位音乐家爱情纠葛中的女性。第二部是《象径》（Elephant Walk），她在片中饰演一位努力适应丈夫在锡兰茶园生活的英国女子。原定主演费雯·丽因病退出后，泰勒被借调至派拉蒙影业接演该片。:148–149
秋季，泰勒主演了两部新片。《包·布鲁梅尔》（Beau Brummell，1954年）是部摄政时代背景的历史片，也是她再次被迫出演的项目之一。:153–154 泰勒一向不喜欢古装片，因繁复妆发需提早起床，她称自己在《包·布鲁梅尔》中贡献了“职业生涯最糟糕之一的表演”。:153–154 第二部是理查德·布鲁克斯执导的《我最后一次见到巴黎》（The Last Time I Saw Paris），改编自F·斯科特·菲茨杰拉德的短篇小说。尽管原本她更想出演《赤足公主》（The Barefoot Contessa），但她对《巴黎》表示喜爱，并称：“这部片让我下定决心真正成为一名演员，而不是昏昏欲睡地完成角色。”:153–157 虽然票房未如米高梅其他热门影片高，但获得了积极评价。:153–157 拍摄期间，泰勒再次怀孕，不得不同意在合同中增加一年以弥补产假损失时间。:153–157

### 1956–1960年：评论界的认可

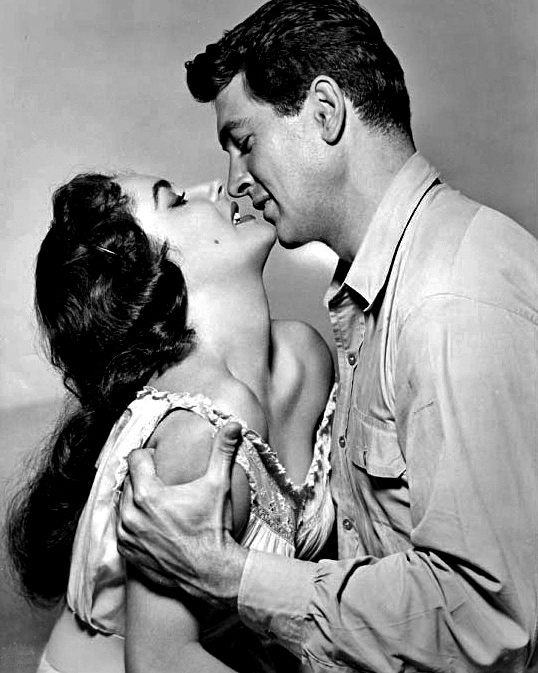
泰勒与洛克·哈德森在《巨人 (1956年电影)》（1956年）中

到1950年代中期，美国电影业开始面临来自电视的激烈竞争，导致制片公司减少产量，转而注重作品质量。:158–165 这一转变使泰勒受益，她在经历多年事业低谷后终于获得更具挑战性的角色。:158–165 她主动游说导演乔治·史蒂文斯，最终获得史诗剧情片《巨人》（Giant，1956年）女主角，该片讲述牧场世家的兴衰，并由洛克·哈德森与詹姆斯·迪恩共同主演。:158–165 在德克萨斯州马尔法拍摄时，泰勒与史蒂文斯频繁发生冲突，导演试图“打破她的意志”以方便控制，其间她常常生病，造成多次停工。:158–165 更令人痛心的是，詹姆斯·迪恩在拍摄结束数日后死于车祸，泰勒仍需在悲痛中补拍与迪恩对手戏的反应镜头。:158–166 《巨人》于翌年上映，票房大获成功，获得媒体广泛好评。:158–165 虽然未获奥斯卡提名（而她的两位男搭档入围），但泰勒的演技仍获得正面评价，《Variety》称其表现“出人意料地机智”，《曼彻斯特卫报》更称其演出“令人惊艳地展现了她意想不到的天赋”，认为她是影片最大的亮点之一。
米高梅随后让泰勒与蒙哥马利·克利夫特在《雨树郡》（1957年）中再次合作，该片是一部美国内战题材的历史剧，制片方希望能再现《乱世佳人》（1939年）的辉煌。:166–177 泰勒对饰演心理失常的南方名媛角色十分投入，但她并不喜欢整部影片。:166–177 虽然影片未达到米高梅预期的成功， 但泰勒凭此首次获得奥斯卡最佳女主角奖提名。

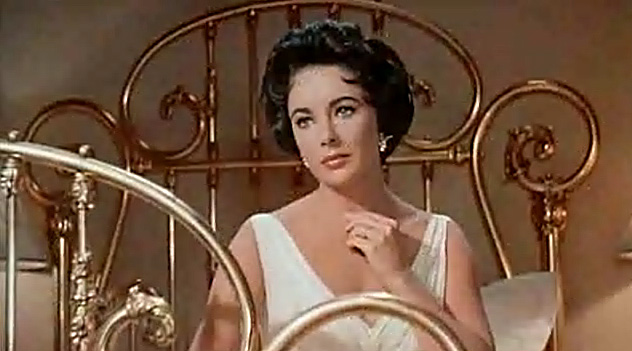
在《热铁皮屋顶上的猫》（1958年）中

泰勒将接下来的角色——改编自田纳西·威廉斯同名戏剧的《热铁皮屋顶上的猫》（1958年）中的玛吉猫——视为其职业“高光时刻”。但这段时期也是她个人生活中最艰难的阶段之一。《雨树郡》拍摄完毕后，她与迈克尔·怀尔丁离婚，并与制片人迈克·托德结婚。1958年3月，影片仅拍摄两周后，托德即在飞机失事中去世。:186–194 尽管悲痛欲绝，来自制片公司与托德债务压力让泰勒在三周后重返片场。:195–203 她后来表示，“某种程度上……我变成了玛吉”，“在托德去世后的数周里，演戏是我唯一能运转的时候”。
影片制作期间，泰勒的私生活再度成为焦点——她与歌手埃迪·费舍尔展开婚外情，而费舍尔与女演员黛比·雷诺兹的婚姻一直被媒体视为“美国甜心”的典范。:203–210 这段恋情及后续离婚让泰勒从“悲痛寡妇”变成了“婚姻破坏者”。米高梅反而利用丑闻炒作影片，在海报中使用泰勒身穿吊带裙躺卧床上的形象宣传。:203–210 《热铁皮屋顶上的猫》在美国票房高达1000万美元，使泰勒成为年度票房排名第二的女星。:203–210 她的表演获得赞誉，《纽约时报》的鲍斯利·克劳瑟称她“极具震撼力”，《Variety》则称其“准确而有洞察力”。泰勒因此获得第二次奥斯卡提名和一次英国电影学院奖提名。
泰勒下一部作品是约瑟夫·L·曼凯维奇执导的《昨夜骤雨》（1959年），改编自田纳西·威廉斯剧作，由戈尔·维达尔编剧，联合主演包括蒙哥马利·克利夫特与凯瑟琳·赫本。这部独立制作影片为泰勒带来50万美元片酬，她饰演一位精神受创、被送入精神病院的患者。:203–210 尽管影片主题涉及心理创伤、童年阴影与同性恋，但宣传仍以泰勒的性感为卖点，预告片与海报皆以其白色泳装造型为主。此策略奏效，影片票房成功。 她第三次获得奥斯卡提名，并首获金球奖剧情类电影最佳女主角奖。:203–210
到1959年，泰勒仍欠米高梅一部影片。公司决定为她安排拍摄《BUtterfield 8》（1960年），改编自约翰·奥哈拉的1935年同名小说，讲述高级妓女的故事。:211–223 公司认为，泰勒当时的公众形象正符合角色设定，有助于观众代入。:211–223 泰勒极其讨厌这个角色，但不得不接受，作为交换，米高梅答应她的要求，将拍摄地设在纽约，并让费舍尔出演一名正面角色。:211–223 《BUtterfield 8》如预期一样取得巨大成功，全球票房达1800万美元。:224–236 克劳瑟评论称泰勒“身穿貂皮或睡袍时都像价值百万美元”，《Variety》则称其“表现炽热辛辣，其中几场戏尤为精彩”。泰勒凭本片首度荣获奥斯卡最佳女主角奖。:224–236

### 1961–1967年：《埃及艳后》与理查德·伯顿的其他合作

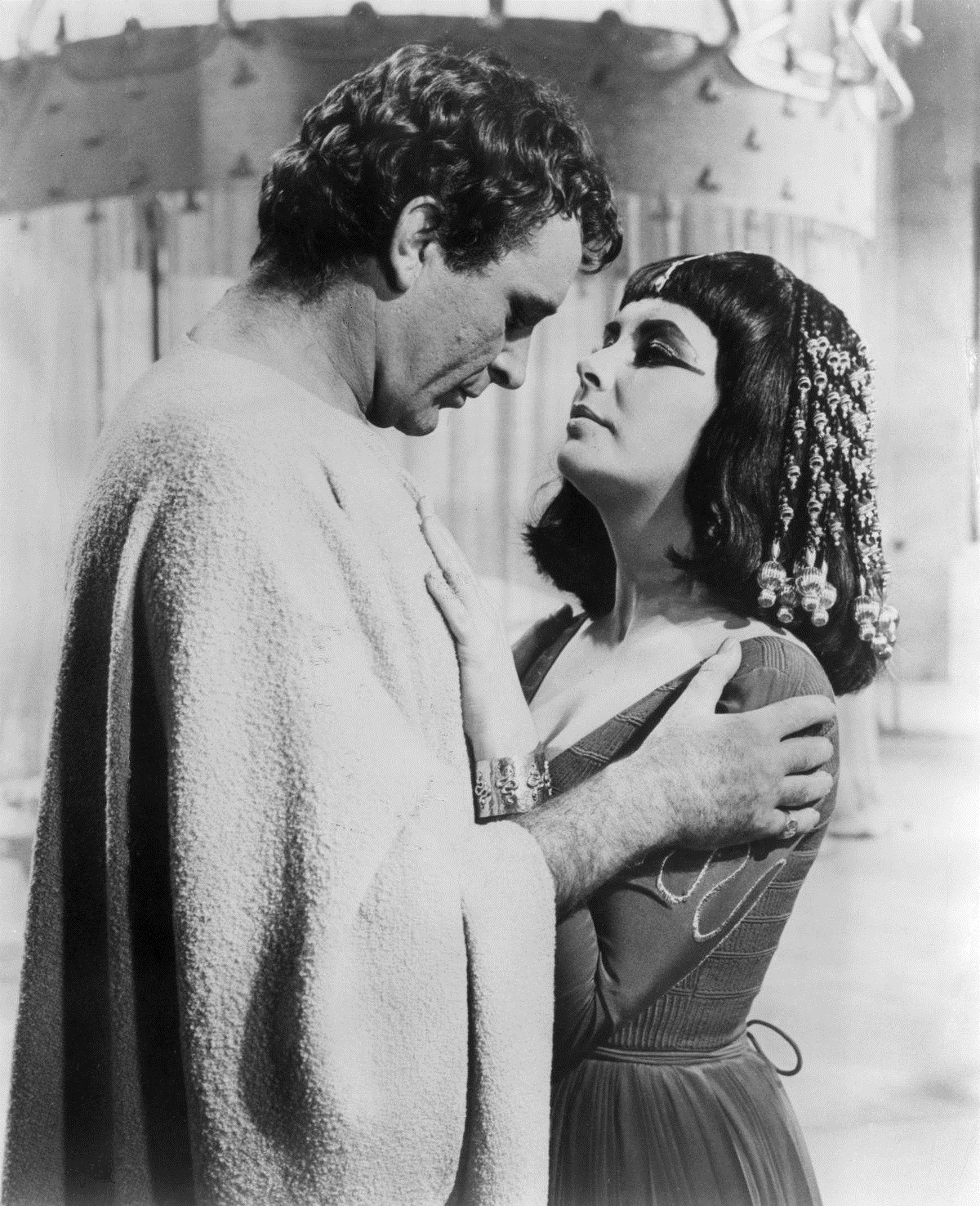
理查德·伯顿饰演马克·安东尼，与泰勒共同出演《埃及艳后》（1963年）

在完成米高梅的合约后，泰勒主演了二十世纪福克斯公司的《埃及艳后》（1963年）。影评史家亚历山大·多蒂（Alexander Doty）指出，这部历史史诗让她的知名度达到了前所未有的高度。她成为首位片酬达100万美元的影星；福克斯还给予她电影票房10%的分红，并使用她从前夫迈克·托德处继承的宽银幕格式Todd-AO拍摄该片。
本片制作成本高昂，场景与服装极为华丽，且拍摄延宕不断，加之泰勒与男主角理查德·伯顿的婚外情丑闻，使该片成为媒体密切关注的焦点。《生活》杂志称其为“史上最具话题性的电影”。影片最初于1960年在英国开拍，但因天气恶劣与泰勒健康不佳多次中断。1961年3月，泰勒感染严重肺炎，需进行气管切开手术，甚至一度传出她病逝的假消息。她康复后，福克斯舍弃此前拍摄的素材，将制作转移至罗马，导演更换为约瑟夫·曼凯维奇（Joseph Mankiewicz），马克·安东尼一角由伯顿接替。拍摄最终于1962年7月完成。影片总制作成本高达6200万美元（相当于今日的644万美元），创下当时电影制作成本纪录。
《埃及艳后》成为1963年美国最卖座的电影，票房收入达1570万美元（161万美元）。尽管如此，该片耗资过高，数年后才收回成本，几乎导致福克斯破产。制片方公开指责泰勒为制作混乱的元凶，并曾起诉伯顿与泰勒，指责他们的行为损害票房，但未获胜诉。该片评价褒贬不一，批评者认为泰勒身材过胖、嗓音细弱，与接受过专业训练的英国共演演员相比逊色。泰勒后来称《埃及艳后》是她事业的“低谷”，并表示福克斯剪掉了她认为“角色核心”的戏份。
泰勒原计划主演福克斯的黑色喜剧《好一个结局！》（1964年），但谈判破裂，改由雪莉·麦克雷恩（Shirley MacLaine）出演。制片商则趁泰勒与伯顿的绯闻热度，安排两人合作《贵宾室》（1963年），剧本仿效现实八卦，泰勒饰演意欲抛弃丈夫的名模，伯顿饰演她的富豪丈夫。该片上映不久即票房告捷。同年，泰勒还以50万美元片酬（5.14万美元）出演哥伦比亚广播公司（CBS）的特别节目《伊丽莎白·泰勒在伦敦》（Elizabeth Taylor in London），游览伦敦地标并朗诵英国文学名作选段。

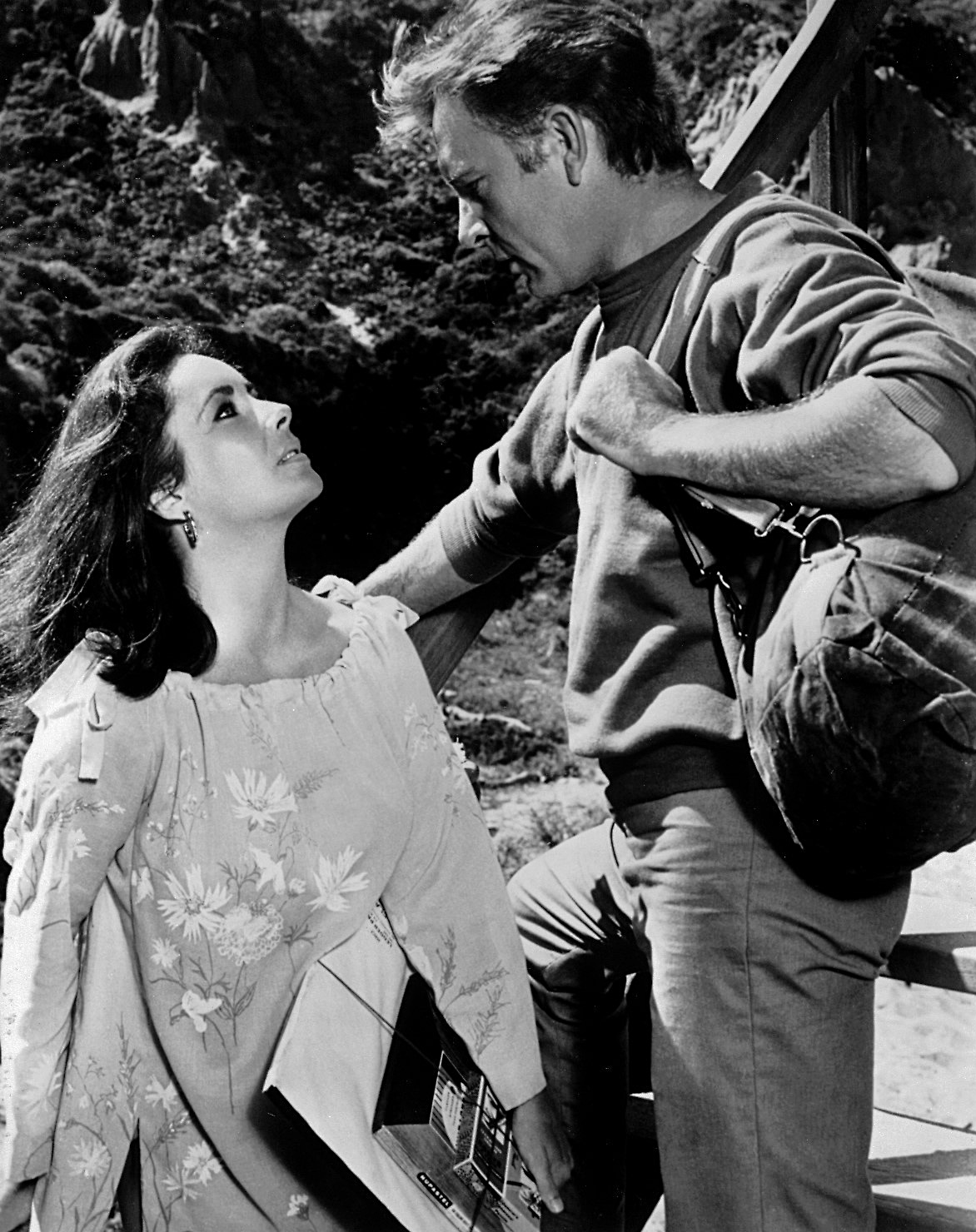
泰勒与伯顿在《海鸥之歌》（1965年）中

完成《贵宾室》后，泰勒暂停拍片两年，期间她与伯顿离婚并结为夫妻。这对超级情侣在1960年代中期继续联袂出演影片，十年间合计票房高达8800万美元；伯顿曾说：“据说我们带动的商业活动比非洲某些小国还多。”传记作家亚历山大·沃克将这些影片比作“图解的八卦专栏”，影史学者亚历山大·多蒂指出这时期泰勒多数电影似乎“契合并强化了她纵情放荡、喧嚣、道德败坏或无道德观念且欲望旺盛（多层含义）的伊丽莎白·泰勒形象”。泰勒与伯顿休整期后的首部合作影片是文森特·明内利执导的浪漫剧情片《沙鸻》（1965年），讲述一位波希米亚艺术家与加州大苏尔地区一位已婚牧师间的禁忌恋情。该片评价多为负面，但票房表现良好，收入达1400万美元（140万美元）。
两人下一部合作影片是《谁害怕弗吉尼亚·伍尔夫？》（1966年），改编自爱德华·阿尔比同名舞台剧，是泰勒演艺生涯中最受赞誉的表演。她与伯顿饰演经历婚姻危机的中年夫妻玛莎和乔治。为真实呈现50岁玛莎形象，泰勒增重、戴假发并施老妆，与她银幕上的光鲜形象形成鲜明对比。泰勒建议聘请新晋戏剧导演迈克·尼科尔斯执导，尽管他缺乏电影经验。制作过程中，尼科尔斯坚持先充分排练舞台剧，再进行拍摄。该片以成人主题和未删减语言开创电影先河，上映时获得“辉煌”评价。《综艺》杂志称泰勒的表演“充满感官、刻薄、愤世嫉俗、可怜、令人厌恶、充满欲望与温柔”。《纽约时报》评论家斯坦利·考夫曼称她“演出了职业生涯中最出色、持续且紧迫的表演”。该片同时成为年度最大卖座影片之一。泰勒凭此片获得第二座奥斯卡和英国电影学院奖（BAFTA）、国家影评人协会奖及纽约影评人协会奖。

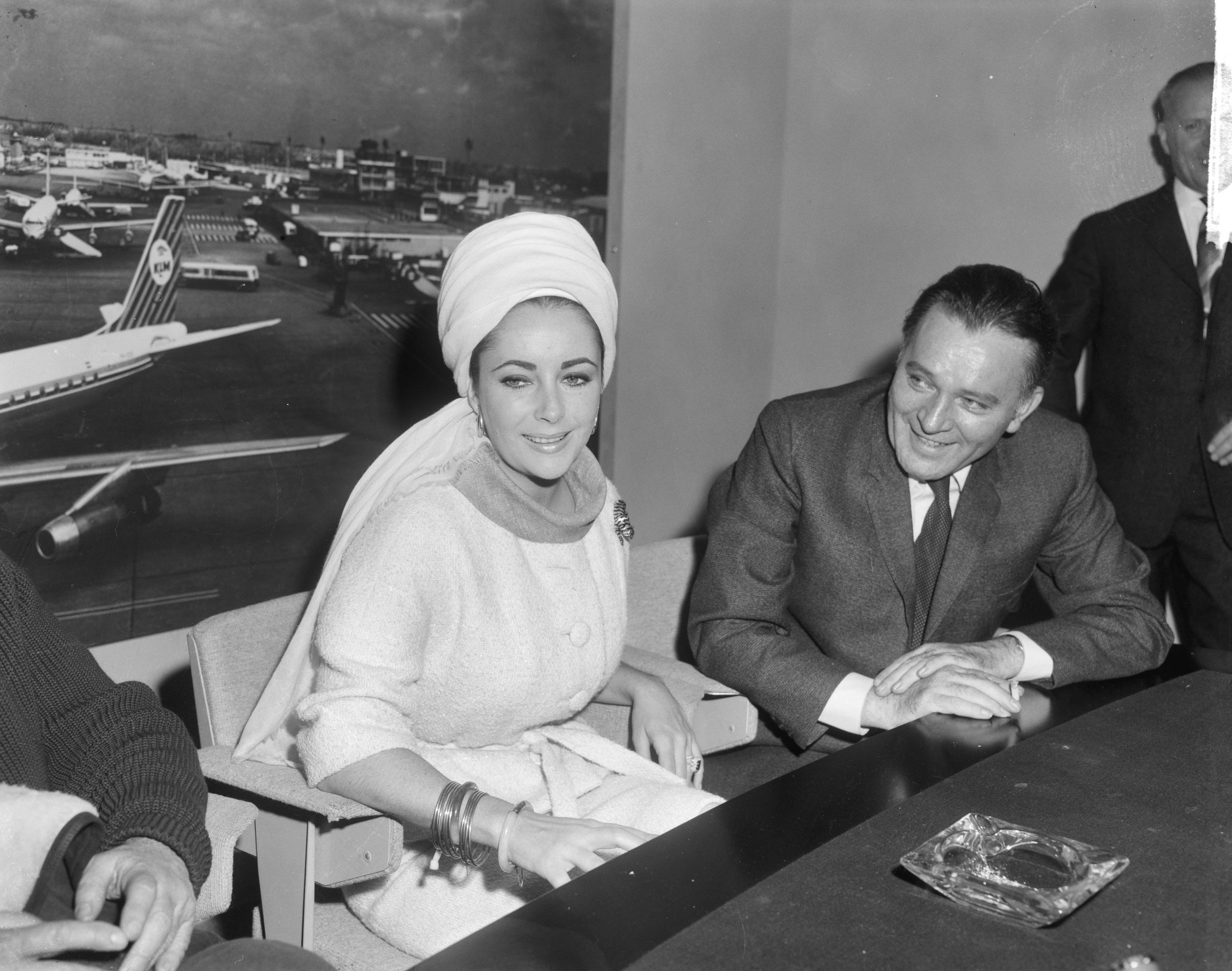
泰勒与伯顿，1965年

1966年，泰勒与伯顿在牛津演出《浮士德博士悲劇》，为牛津大学戏剧协会筹款；伯顿主演，泰勒首度登台饰演无台词的海伦·特洛伊。尽管口碑一般，伯顿将此剧改编成电影《浮士德博士悲劇》（1967年），由同一演员阵容出演。影片遭批评不佳，票房仅获60万美元（5.66万美元）。
随后，泰勒与伯顿主演弗朗哥·泽菲雷利执导并由他们共同制片的《驯悍记》（1967年），取得更大成功。这对泰勒而言是挑战，因为她是唯一没有莎士比亚舞台经验的演员；泽菲雷利称这使她的表演“如同从零开始创造角色”。影评认为该片适合两人的公众形象，票房达1200万美元（113.16万美元）。
泰勒1967年第三部上映的影片是约翰·休斯顿执导的《金眼的倒影》，为自《埃及艳后》以来首部无伯顿合作的作品。该片改编自卡森·麦卡勒斯同名小说，讲述一位压抑的同性恋军官与其不忠妻子间的故事。原计划由泰勒老友蒙哥马利·克利夫特出演，但因毒瘾导致事业下滑，泰勒甚至愿意自掏腰包为其购买保险。克利夫特拍摄前猝死，被马龙·白兰度替代。影片首映时评价及票房双双惨淡。
同年，泰勒与伯顿主演的最后一部影片是格雷厄姆·格林小说改编的《喜剧演员》，评价不一，票房表现欠佳。

## 私生活
伊莉莎白·泰勒一生共结过八次婚，有过七个丈夫，其中与理查德·伯顿的婚姻持续的时间最长，也最被外界所关注。她精采多姿的婚姻生活是她传奇人生的一大特色。
她第一任丈夫是希尔顿酒店创办人康拉德·希尔顿的大儿子小康拉德·尼科爾森·希爾頓， 他们1950年结婚，但小康拉德·尼科爾森·希爾頓沉迷赌博并酗酒，导致1951年两人离婚。1952年，伊莉莎白·泰勒与年长20歲的英国演员邁克爾·懷爾丁结婚，这段婚姻维持了5年后于1957年离婚。
同年，伊莉莎白·泰勒与第三任丈夫美国电影制作人麥克·托德注册结婚，两人婚姻甚美满，直到1958年3月麥克·托德乘坐的私人飞机坠毁，当场身亡。伊莉莎白·泰勒得到坏消息后伤痛不已，需要亡夫生前好友美国歌手艾迪·費舍在旁安慰。艾迪·費舍当时是有妇之夫，妻子更是有‘美国甜心’之称的好莱坞女星黛比·雷诺，但艾迪·费舍和伊莉莎白·泰勒热情难耐，开始了一段恶名昭彰的婚外情，令伊莉莎白·泰勒公众形象跌到谷底。艾迪·费舍与妻子离婚后，1959年和伊莉莎白·泰勒正式结婚。
1962年，伊莉莎白·泰勒在拍摄史诗巨片《埃及艳后》时与威尔士演员理查德·伯顿发展婚外情，两人当时都有伴侣。因为他们的名气，美国国会议员甚至梵蒂冈都公开批评这段出轨行为，但亦无止两人各自与伴侣离婚再于1964年结为夫妻。伊莉莎白·泰勒和李察·波顿成为了全世界最有名的夫妇，他们共同出演了11部电影，他们的奢侈生活亦收到狗仔队的追访。两人1974年6月第一次离婚，但1975年10月重燃爱火再注册结婚，最后1976年7月第二次亦是最后一次离婚。
1976年，伊莉莎白·泰勒邂逅曾担任美国海军部长的政客約翰·溫納，并与12月结婚。約翰·溫納后来参选美国弗吉尼亚州众议员并成功当选，伊莉莎白·泰勒一并成为政客夫人。两人后于1982年离婚。伊莉莎白·泰勒的最后一任丈夫是比自己年幼20歲一名建筑工人拉里·福滕斯基，两人于戒酒戒毒中心认识。他们1991年在伊莉莎白·泰勒好友巨星米高·積遜的夢幻樂園举行婚礼，这场婚礼吸引了大量媒体，伊莉莎白·泰勒把婚礼照片于100万美金出售，善款用作成立自己的艾滋病基金。伊莉莎白·泰勒和 拉里·福滕斯基后于1996年离婚。

## 奖项
- 1956年获得金球奖杰出贡献奖
- 1957年因《战国佳人（Raintree County）》获奥斯卡奖最佳女主角提名
- 1958年因《朱门巧妇》获奥斯卡最佳女主角提名
- 1959年因《夏日痴魂（Suddenly, Last Summer）》获第十六届金球奖剧情类电影最佳女主角
- 1959年因《夏日痴魂（Suddenly, Last Summer）》获奥斯卡最佳女主角提名
- 1960年因《青楼艳妓（Butterfield 8）》获第33届奥斯卡最佳女主角奖
- 1966年因《灵欲春宵》获第39届奥斯卡最佳女主角奖
- 1967年因《灵慾春宵》获英国学院奖最佳女演员奖
- 1973年获金球奖最受欢迎女演员奖
- 1984年获金球奖肯尼迪艺术成就奖
- 1993年美国电影学会颁发AFI终身成就奖
- 1997年获得SAG终身成就奖
- 1998年获美国电影协会颁发的终身成就奖，同年，被美國電影學會選為百年來最偉大的女演員第7名

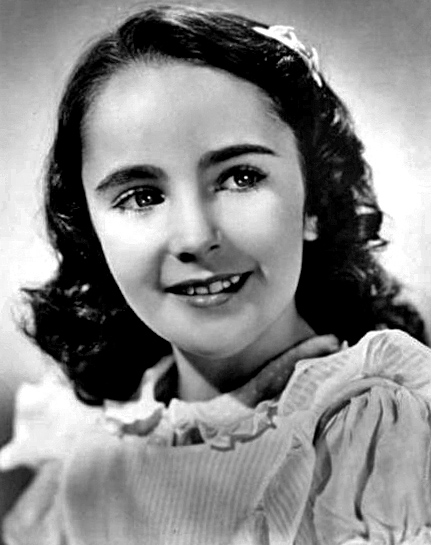
1940年

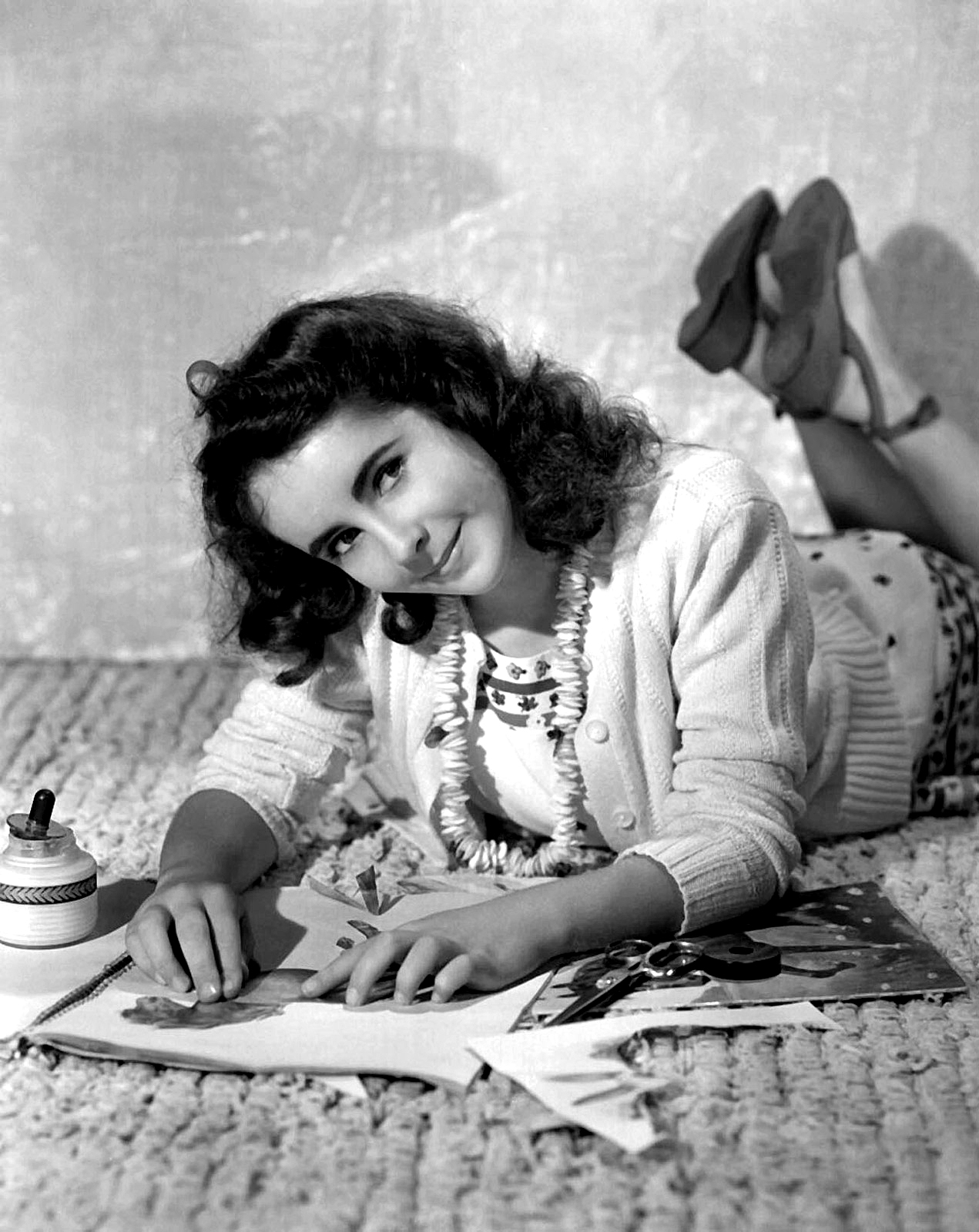
1944年

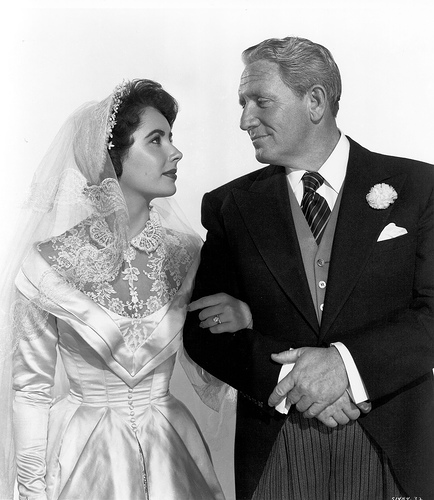
与史賓塞·屈賽在《玉女于飞》（1950年）

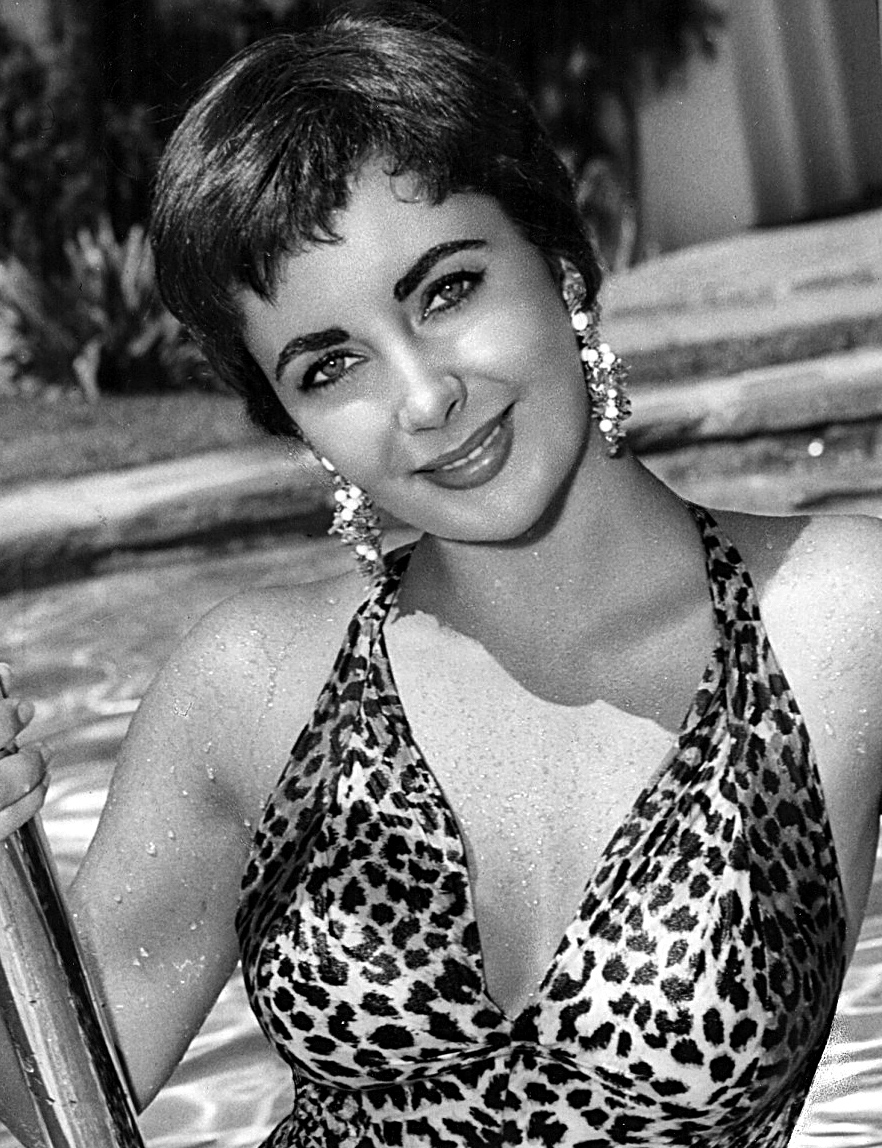
1954年《魂断巴黎》

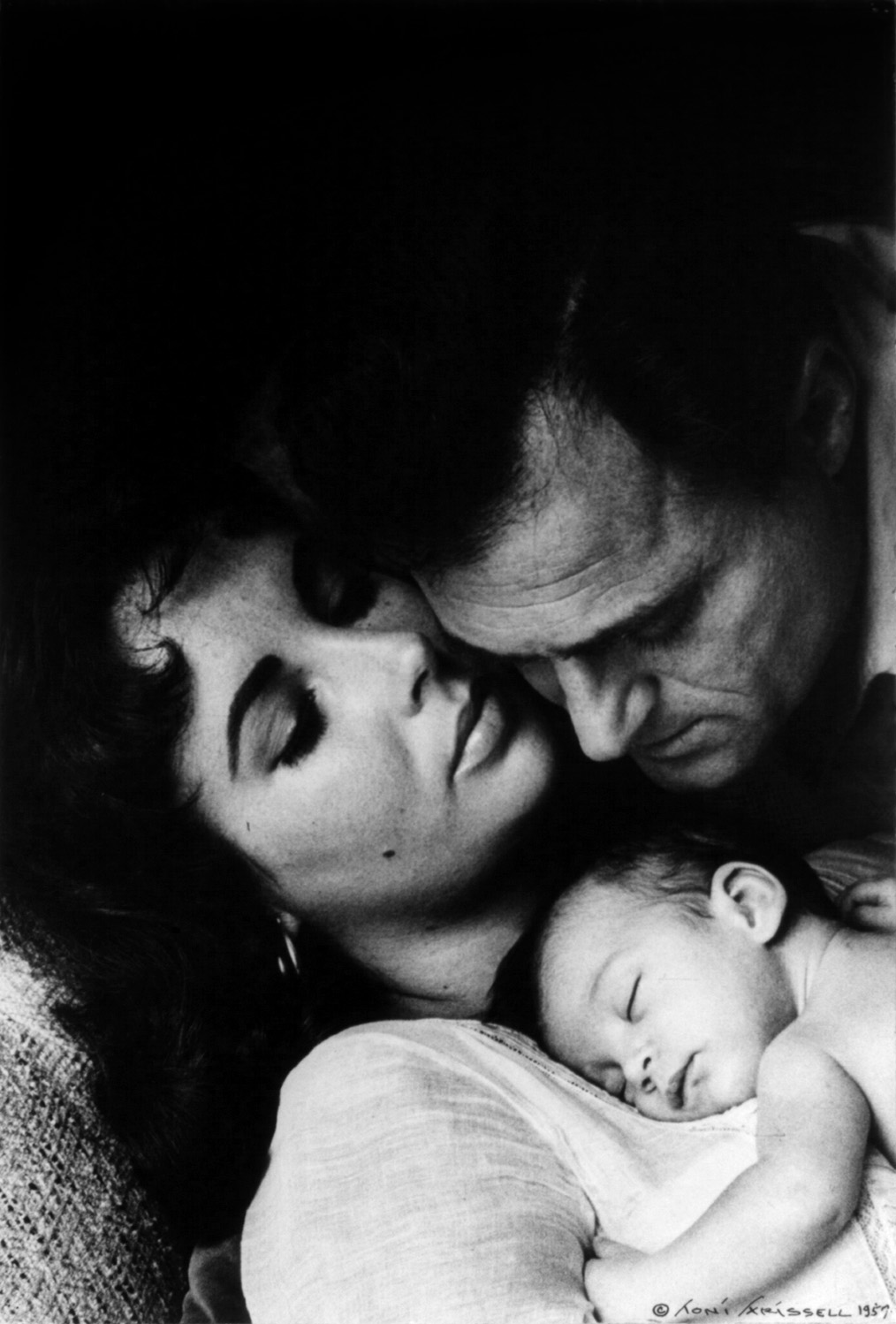
1957年泰勒和她的丈夫迈克尔·托德、女儿伊莉莎白·法兰西斯·托德

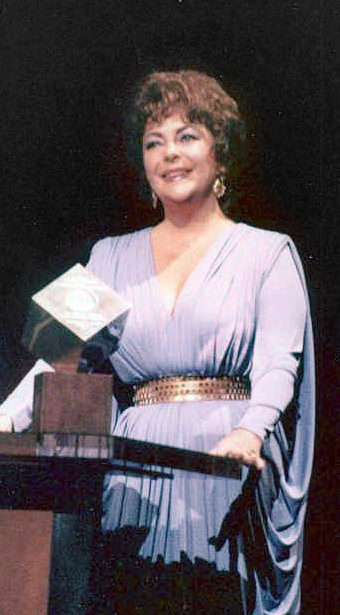
1981年泰勒在纪念她的一生和事业的活动上

- 1999年获英国电影学院授予的终身成就奖
- 2000年被英国女王授予爵士勋章

## 影视作品
| 上映   | 名称                         | 英文名称                               |
| 1942年 | 《每分钟出生一个孩子》       | There's One Born Every Minute          |
| 1943年 | 《靈犬萊西》                 | Lassie Come Home                       |
| 1944年 | 《简爱》                     | Jane Eyre                              |
| 1944年 | 《香衾情淚》                 | The White Cliffs of Dover              |
| 1944年 | 《玉女神驹》                 | National Velvet                        |
| 1946年 | 《義犬救主》                 | Courage of Lassie                      |
| 1947年 | 《天倫樂》                   | Life With Father                       |
| 1947年 | 《玉女春情》                 | Cynthia                                |
| 1948年 | 《玉女嬉春》                 | A Date With Judy                       |
| 1948年 | 《玉女倾城》                 | Julia Misbehaves                       |
| 1949年 | 《蘭閨玉女》                 | Little Women                           |
| 1949年 | 《玉女情魔》                 | Conspirator                            |
| 1950年 | 《宿醉》                     | The Big Hangover                       |
| 1950年 | 《玉女于飛》                 | Father of the Bride                    |
| 1951年 | 《暴君焚城录》               | Quo Vadis?                             |
| 1951年 | 《玉女弄璋》                 | Father's Little Dividend               |
| 1951年 | 《郎心如铁》                 | A Place in the Sun                     |
| 1951年 | 《冒牌英雄》                 | Callaway Went Thataway                 |
| 1952年 | 《玉女求凰》                 | Love Is Better Than Ever               |
| 1952年 | 《劫后英雄传》               | Ivanhoe                                |
| 1953年 | 《玉女云裳》                 | The Girl Who Had Everything            |
| 1954年 | 《狂想曲》                   | Rhapsody                               |
| 1954年 | 《象宫鸳劫》                 | Elephant Walk                          |
| 1954年 | 《名士風流》                 | Beau Brummell                          |
| 1954年 | 《魂斷巴黎》                 | The Last Time I Saw Paris              |
| 1956年 | 《城市的星星》               | City of Stars                          |
| 1956年 | 《巨人》                     | Giant                                  |
| 1957年 | 《战国佳人》                 | Raintree County                        |
| 1957年 | 《幕后看雨树村》             | Operation Raintree                     |
| 1958年 | 《豪門巧妇》                 | Cat on a Hot Tin Roof                  |
| 1959年 | 《夏日痴魂》                 | Suddenly, Last Summer                  |
| 1960年 | 《應召女郎》                 | Butterfield 8                          |
| 1960年 | 《气味之谜》                 | Scent of Mystery                       |
| 1962年 | 《祝你好运，冠》             | Lykke og krone                         |
| 1963年 | 《埃及艷后》                 | Cleopatra                              |
| 1963年 | 《名流怨婦》                 | The V.I.P.s                            |
| 1964年 | 《古道上的鬣蜥》             | On the Trail of the Iguana             |
| 1965年 | 《瀟湘雲夢》                 | The Sandpiper                          |
| 1965年 | 《風情尤物》                 | The Love Goddesses                     |
| 1965年 | 《大苏尔》                   | The Big Sur                            |
| 1966年 | 《靈慾春宵》                 | Who's Afraid of Virginia Woolf?        |
| 1967年 | 《驯悍记》                   | La Bisbetica domata                    |
| 1967年 | 《春色撩人夜》               | Reflections in a Golden Eye            |
| 1967年 | 《革命三傑》                 | The Comedians                          |
| 1967年 | 《魔鬼天師》                 | Doctor Faustus                         |
| 1967年 | 《喜剧演员在非洲》           | The Comedians in Africa                |
| 1968年 | 《在迈克托德的世界》         | Around the World of Mike Todd          |
| 1968年 | 《富贵浮云》                 | Boom                                   |
| 1968年 | 《雲雨巫山數落紅》           | Secret Ceremony                        |
| 1968年 | 《血染雪山堡》               | On Location: Where Eagles Dare         |
| 1969年 | 《安妮的一千日》             | Anne of the Thousand Days              |
| 1970年 | 《愛情遊戲》                 | The Only Game in Town                  |
| 1972年 | 《蠻漢氣刁妻》               | Zee and Co.                            |
| 1972年 | 《狂人血債》                 | Hammersmith Is Out                     |
| 1973年 | 《魄散魂飛》                 | Night Watch                            |
| 1973年 | 《留不住的春天》             | Ash Wednesday                          |
| 1973年 | 《牛奶树下》                 | Under Milk Wood                        |
| 1974年 | 《驾驶员的座椅》             | The Driver's Seat                      |
| 1974年 | 《那是娱乐!》                | That's Entertainment!                  |
| 1976年 | 《藍鳥》                     | The Blue Bird                          |
| 1976年 | 《那是娱乐第二部》           | That's Entertainment， Part II         |
| 1977年 | 《小夜曲》                   | A Little Night Music                   |
| 1979年 | 《杀机》                     | Winter Kills                           |
| 1980年 | 《破鏡奇案》                 | The Mirror Crack'd                     |
| 1981年 | 《种族灭绝》                 | Genocide                               |
| 1983年 | 《蒙哥马利·克里夫特》        | Montgomery Clift                       |
| 1985年 | 《北方和南方》               | North and South                        |
| 1985年 | 《仙境奇譚》                 | Malice in Wonderland (1985 film)       |
| 1987年 | 《雌雄双赌棍》               | Poker Alice                            |
| 1988年 | 《少年托尼斯卡卡》           | Il Giovane Toscanini                   |
| 1989年 | 《共同的主题：被子裡的故事》 | Common Threads: Stories from the Quilt |
| 1989年 | 《青春之鳥》                 | Sweet Bird of Youth                    |
| 1994年 | 《新聰明笨伯》               | The Flintstones                        |
| 1996年 | 《保姆》                     | The Nanny                              |
| 1997年 | 《五十年代》                 | The Fifties                            |
| 2001年 | 《这些老婆娘》               | These Old Broads                       |

## 家庭
- 父亲：法蘭西斯·萊恩·泰勒（Francis Lenn Taylor，1897年 - 1968年），藝術品經銷商
- 母亲：莎拉·索瑟恩（Sara Taylor，1895年 - 1994年），舞台劇演員
- 哥哥：霍華德·泰勒（Howard Taylor）
- 丈夫：

| 名称                                        | 英文名称                | 婚姻長度                                   | 子女                                                                                      |
| ------------------------------------------- | ----------------------- | ------------------------------------------ | ----------------------------------------------------------------------------------------- |
| 小康拉德·尼科爾森·希爾頓 （1926年－1969年） | Conrad Hilton, Jr.      | 1950年5月6日至1951年1月29日 （268天）      |                                                                                           |
| 邁克爾·懷爾丁 （1912年－1979年）            | Michael Wilding (actor) | 1952年2月21日至1956年10月4日 （4年226天）  | 儿子：小邁克爾·威爾汀，生于1953年1月6日 儿子：克里斯多福·愛德華·威爾汀，生于1955年2月27日 |
| 麥克·托德 （1909年－1958年）                | Mike Todd               | 1957年2月2日至1958年3月23日 （1年49天）    | 女儿：麗莎·托德，生于1957年8月6日                                                         |
| 艾迪·費雪 （1928年－2010年）                | Eddie Fisher            | 1959年5月12日至1964年3月6日 （4年299天）   |                                                                                           |
| 李察·波頓 （1925年－1984年）                | Richard Burton          | 1964年3月15日至1974年6月26日 （10年103天） | 女儿：瑪麗亞·伯頓，生于1961年8月1日                                                       |
| 約翰·W·華納 （1927年－2021年）              | John Warner             | 1976年10月4日至1982年11月7日 （6年34天）   |                                                                                           |
| 拉里·福滕斯基 （1952年－2016年）            | Larry Fortensky         | 1991年10月6日至1996年10月31日 （5年25天）  |                                                                                           |